# رائد الصالح
رائد الصالح (مواليد 1983 في جسر الشغور، إدلب) مجاز في إدارة الأعمال وإداري في البحث والإنقاذ وسياسي سوري يشغل منصب وزير الطوارئ والكوارث في حكومة أحمد الشرع منذ 29 آذار 2025.
سابقا كان مديراً لمنظمة الخوذ البيضاء من 2013 إلى 29 آذار 2025. وهي منظمة إنقاذ تطوعية عملت في المناطق الخاضعة لسيطرة المعارضة في سوريا.

## المسيرة المهنية
لعب رائد الصالح دورًا محوريًا في قيادة منظمة "الخوذ البيضاء"، حيث أشرف على عمليات البحث والإنقاذ، وتقديم المساعدات الطبية، والاستجابة للكوارث في المناطق المنكوبة بالحرب في سوريا. وخلال فترة قيادته، حظيت المنظمة باعتراف دولي واسع بجهودها الإنسانية، وحصلت على عدة جوائز، من بينها جائزة رايت لايفليهود، كما رُشّحت لجائزة نوبل للسلام.
وفي عام 2017، اختارته مجلة تايم ضمن قائمة أكثر 100 شخصية تأثيرًا في العالم.
وفي 29 مارس 2025، عُيِّن الصالح وزيرًا لإدارة الكوارث والطوارئ في سوريا. وعقب تعيينه، أصدر بيانًا أعلن فيه استقالته من منظمة "الخوذ البيضاء".